# Associazione Calcio ChievoVerona 2011-2012
Questa voce raccoglie le informazioni riguardanti l'Associazione Calcio ChievoVerona nelle competizioni ufficiali della stagione 2011-2012.

## Stagione
La stagione 2011-12 vede il Chievo allenato da Domenico Di Carlo partecipare al campionato di Serie A per la 10ª volta, nell'arco delle ultime 11 stagioni. Raggiunta l'aritmetica salvezza con largo anticipo i veronesi chiudono il campionato con una vittoria sul Lecce, che costa la retrocessione ai salentini e dà l'undicesimo posto ai mussi volanti con 46 punti. Nella Coppa Italia i clivensi entrano in scena nel terzo turno, nel quale superano (1-0) il Livorno, nel quarto turno superano (3-0) il Modena, nei quarti di finale, chiudono il percorso nel torneo, superati (0-1) dal Siena. Miglior realizzatore di stagione Sergio Pellissier con 8 reti.

## Divise e sponsor
Il fornitore di materiale è sempre Givova, mentre lo sponsor è la Banca popolare di Verona. La prima maglia è gialla con maniche blu, la seconda maglia è avorio con una banda verticale gialloblu, mentre la terza maglia è celeste decorata con lo stemma delle arche scaligere e ha i pantaloncini bianchi.
| Casa | Trasferta | Terza divisa |

## Organigramma societario
Area direttiva
- Presidente: Luca Campedelli
- Vice Presidente: Fabio Ottolini
- Direttore Sportivo: Giovanni Sartori
- Team Manager: Marco Pacione

Area organizzativa
- Segretario Generale: Michele Sebastiani
- Responsabile Osservatori: Fausto Vinti
- Coordinatore Area Tecnica: Lorenzo Balestro
- Addetti Stampa: Federica Menegazzi, Tommaso Franco

Area marketing
- Marketing: Enzo Zanin

Area tecnica
- Allenatore: Domenico Di Carlo
- Vice Allenatore: Roberto Murgita
- Preparatori Atletici: Luigi Posenato, Gianni Brignardello
- Preparatore Portieri: Pietro Spinosa
- Collaboratore Tecnico: Luciano Foschi
- Accompagnatore Ufficiale: Francesco De Vita

Area sanitaria
- Medico Sociale: Giuliano Corradini
- Fisioterapista: Alessandro Verzini
- Massofisioterapisti: Antonio Agostini, Valentino Zagheno,
- Consulente Ortopedico: Gianni Musatti

## Rosa
| N. |                        | Ruolo | Calciatore                      |
| -- | ---------------------- | ----- | ------------------------------- |
| 1  | Italia (bandiera)      | P     | Jacopo Coletta                  |
| 3  | Italia (bandiera)      | D     | Marco Andreolli                 |
| 4  | Argentina (bandiera)   | D     | Santiago Morero                 |
| 5  | Italia (bandiera)      | D     | Davide Mandelli (vice capitano) |
| 6  | Italia (bandiera)      | C     | Andrea De Falco                 |
| 6  | Stati Uniti (bandiera) | C     | Michael Bradley                 |
| 7  | Italia (bandiera)      | C     | Paolo Sammarco                  |
| 8  | Perù (bandiera)        | C     | Rinaldo Cruzado                 |
| 9  | Italia (bandiera)      | A     | Davide Moscardelli              |
| 10 | Brasile (bandiera)     | C     | Luciano                         |
| 11 | Italia (bandiera)      | C     | Marco Gallozzi                  |
| 12 | Slovenia (bandiera)    | D     | Boštjan Cesar                   |
| 13 | Slovenia (bandiera)    | D     | Bojan Jokić                     |
| 15 | Italia (bandiera)      | D     | Francesco Acerbi                |
| 16 | Italia (bandiera)      | C     | Luca Rigoni                     |
| 17 | Italia (bandiera)      | P     | Christian Puggioni              |
| 18 | Italia (bandiera)      | P     | Lorenzo Squizzi                 |
| 20 | Italia (bandiera)      | D     | Gennaro Sardo                   |
| 21 | Francia (bandiera)     | D     | Nicolas Frey                    |
| 23 | Italia (bandiera)      | A     | Alberto Paloschi                |

| N. |                       | Ruolo | Calciatore                   |
| -- | --------------------- | ----- | ---------------------------- |
| 25 | Rep. Ceca (bandiera)  | C     | Kamil Vacek                  |
| 26 | Camerun (bandiera)    | D     | Nestor Djengoue              |
| 27 | Svizzera (bandiera)   | D     | Mickaël Facchinetti          |
| 29 | Italia (bandiera)     | D     | Dario Dainelli               |
| 31 | Italia (bandiera)     | A     | Sergio Pellissier (capitano) |
| 33 | Montenegro (bandiera) | D     | Ivan Fatić                   |
| 36 | Serbia (bandiera)     | D     | Nikola Gulan                 |
| 39 | Italia (bandiera)     | A     | Francesco Grandolfo          |
| 41 | Italia (bandiera)     | C     | Marco Burato                 |
| 42 | Italia (bandiera)     | D     | Matteo Solini                |
| 44 | Italia (bandiera)     | D     | Federico Maccarone           |
| 54 | Italia (bandiera)     | P     | Stefano Sorrentino           |
| 56 | Finlandia (bandiera)  | C     | Përparim Hetemaj             |
| 77 | Francia (bandiera)    | A     | Cyril Théréau                |
| 83 | Brasile (bandiera)    | A     | Marcos De Paula              |
| 88 | Svizzera (bandiera)   | C     | Simone Grippo                |
| 90 | Colombia (bandiera)   | A     | Fernando Uribe               |
| 91 | Bulgaria (bandiera)   | A     | Radoslav Kirilov             |
| 93 | Senegal (bandiera)    | D     | Boukary Dramé                |

## Calciomercato

### Sessione estiva
| Acquisti | Acquisti              | Acquisti            | Acquisti                                    |
| R.       | Nome                  | da                  | Modalità                                    |
| -------- | --------------------- | ------------------- | ------------------------------------------- |
| D        | Francesco Acerbi      | Genoa               | compartecipazione                           |
| D        | Andrea Bertin         | Pro Patria          | definitivo                                  |
| D        | Amedeo Calliari       | Lumezzane           |                                             |
| D        | Rincón                | Grosseto            | fine prestito                               |
| D        | Boukary Dramé         | Sochaux             |                                             |
| D        | Alessandro Longhi     | Triestina           | definitivo                                  |
| C        | Michael Bradley       | Borussia M'gladbach | definitivo                                  |
| C        | Marco Gallozzi        | Padova              | prestito                                    |
| C        | Kévin Constant        | Châteauroux         | definitivo                                  |
| C        | Kamil Vacek           | Sparta Praga        | definitivo                                  |
| C        | Rinaldo Cruzado       | Juan Aurich         | definitivo                                  |
| C        | Përparim Hetemaj      | Brescia             | compartecipazione                           |
| C        | Domenico Franco       | Salernitana         | svincolato                                  |
| C        | Alessandro Bassoli    | Bologna             | compartecipazione                           |
| C        | Filippo Tanaglia      | Giacomense          | fine prestito                               |
| C        | Andrea De Falco       | Sassuolo            | fine prestito                               |
| C        | Simone Grippo         | Frosinone           | fine prestito                               |
| C        | Alberto Artuso        | Pro Patria          | fine prestito                               |
| C        | Ivan Fatić            | Cesena              | compartecipazione                           |
| C        | Simone Bentivoglio    | Bari                | fine prestito                               |
| C        | Paolo Sammarco        | Sampdoria           | prestito                                    |
| A        | Roberto Cortese       | Paganese            | fine prestito                               |
| A        | Roberto Inglese       | Pescara             | definitivo                                  |
| A        | Marcos Ariel De Paula | Padova              | fine prestito                               |
| A        | Valerio Anastasi      | Südtirol            | fine prestito                               |
| A        | Alberto Paloschi      | Milan               | prestito con diritto di riscatto della metà |
| A        | Domenico Zampaglione  | Valle Grecanica     | definitivo                                  |
| A        | Gadij Celi Tallo      | Inter               | fine prestito                               |
| A        | Giovanni Madiotto     | Bassano Virtus      | fine prestito                               |
| A        | Francesco Grandolfo   | Bari                | prestito                                    |
| A        | Antimo Iunco          | Torino              | definitivo                                  |

| Cessioni | Cessioni              | Cessioni      | Cessioni                                    |
| R.       | Nome                  | a             | Modalità                                    |
| -------- | --------------------- | ------------- | ------------------------------------------- |
| P        | Marco Silvestri       | Reggiana      | prestito                                    |
| D        | Andrea Mantovani      | Palermo       | definitivo                                  |
| D        | Marco Malagò          | Lumezzane     | definitivo                                  |
| D        | Cesare Rickler        | Bologna       | compartecipazione                           |
| D        | Rincón                | Troyes        | definitivo                                  |
| D        | Andrea Bertin         | Mantova       | compartecipazione                           |
| D        | Alessandro Longhi     | Sassuolo      | compartecipazione                           |
| C        | Ivan Fatić            | Empoli        | prestito                                    |
| C        | Andrea De Falco       | Bari          | prestito                                    |
| C        | Michele Marcolini     | Padova        | svincolato                                  |
| C        | Manuel Iori           | Torino        | prestito con diritto di riscatto            |
| C        | Domenico Girardi      | Taranto       | compartecipazione                           |
| C        | Simone Bentivoglio    | Sampdoria     | prestito                                    |
| C        | Francesco Checcucci   | Crotone       | compartecipazione                           |
| C        | Alessandro Sbaffo     | Ascoli        | prestito con diritto di riscatto            |
| C        | Alessandro Bassoli    | Modena        | prestito                                    |
| C        | Ledian Memushaj       | Carpi         | compartecipazione                           |
| C        | Filippo Fondi         | Lumezzane     |                                             |
| C        | Nicolò Brighenti      | Viareggio     |                                             |
| P        | Piero Robertiello     | Paganese      |                                             |
| C        | Francesco Dettori     | Cremonese     | prestito                                    |
| C        | Amedeo Benedetti      | Pisa          |                                             |
| C        | Mariano Bogliacino    | Napoli        | fine prestito                               |
| C        | Gelson Fernandes      | Saint-Étienne | fine prestito                               |
| C        | Nico Pulzetti         | Bari          | fine prestito                               |
| C        | Miloš Dimitrijević    | Rad Belgrado  | fine prestito                               |
| C        | Roberto Guana         | Palermo       | fine prestito                               |
| C        | Kévin Constant        | Genoa         | definitivo                                  |
| A        | Yonese Hanine         | Barletta      |                                             |
| A        | Amadou Samb           | Cremonese     | prestito                                    |
| A        | Gadij Celi Tallo      | Roma          | prestito                                    |
| A        | Pablo Granoche        | Novara        | prestito con diritto di riscatto della metà |
| A        | Mirco Gasparetto      | Lumezzane     | definitivo                                  |
| A        | Roberto Inglese       | Lumezzane     |                                             |
| A        | Diego Farias          | Nocerina      | prestito con diritto di riscatto            |
| A        | Domenico Zampaglione  | Latina        | prestito con diritto di riscatto            |
| A        | Antimo Iunco          | Spezia        | compartecipazione                           |
| A        | Giovanni Madiotto     | Treviso       | prestito                                    |
| A        | Marcos Ariel De Paula | Bari          | prestito                                    |
| A        | Roberto Cortese       | Casertana     | definitivo                                  |

### Sessione invernale(dal 3/1 al 31/1)
| Acquisti | Acquisti              | Acquisti   | Acquisti      |
| R.       | Nome                  | da         | Modalità      |
| -------- | --------------------- | ---------- | ------------- |
| P        | Sergio Viotti         | Triestina  | fine prestito |
| D        | Ivan Sala Merli       | Foligno    | definitivo    |
| D        | Nikola Gulan          | Fiorentina | prestito      |
| D        | Dario Dainelli        | Genoa      | prestito      |
| D        | Mickaël Facchinetti   | Lugano     | definitivo    |
| D        | Nicolò Brighenti      | Viareggio  | fine prestito |
| C        | Simone Bentivoglio    | Sampdoria  | fine prestito |
| A        | Marcos Ariel De Paula | Bari       | fine prestito |

| Cessioni | Cessioni              | Cessioni     | Cessioni                         |
| R.       | Nome                  | a            | Modalità                         |
| -------- | --------------------- | ------------ | -------------------------------- |
| P        | Sergio Viotti         | Grosseto     | prestito                         |
| D        | Ivan Sala Merli       | Lecco        |                                  |
| D        | Nicolò Brighenti      | L.R. Vicenza | compartecipazione                |
| D        | Nestor Herve Djengoue | Lumezzane    | prestito                         |
| C        | Marco Gallozzi        | Padova       | fine prestito                    |
| C        | Simone Bentivoglio    | Padova       | prestito con diritto di riscatto |
| C        | Jordan Pedrocchi      | Chieti       |                                  |
| A        | Stefano Spagna        | Montichiari  | compartecipazione                |

## Risultati

### Serie A

#### Girone di andata
| Roma 21 dicembre 2011, ore 20:45 CET 1ª giornata | Lazio           | 0 – 0 referto | Chievo | Stadio Olimpico (26.217 spett.)\| Arbitro: \| Brighi (Cesena) \| |
| Arbitro:                                         | Brighi (Cesena) |               |        |                                                                  |

| Arbitro: | Peruzzo (Schio) |

|                           |           |                        |
| Pellissier 5’ Théréau 24’ | Marcatori | 27’ Marianini 85’ Paci |

| Arbitro: | Doveri (Roma) |

|                     |           |              |
| Giovinco 24’, 90+1’ | Marcatori | 78’ Paloschi |

| Arbitro: | Damato (Barletta) |

|                 |           |  |
| Moscardelli 71’ | Marcatori |  |

| Arbitro: | Russo (Nola) |

|                                  |           |             |
| Pellissier 74’ Moscardelli 90+3’ | Marcatori | 48’ Palacio |

| Cesena 2 ottobre 2011, ore 15:00 CEST 6ª giornata | Cesena          | 0 – 0 referto | Chievo | Stadio Dino Manuzzi (14.875 spett.)\| Arbitro: \| Banti (Livorno) \| |
| Arbitro:                                          | Banti (Livorno) |               |        |                                                                      |

| Verona 16 ottobre 2011, ore 15:00 CEST 7ª giornata | Chievo              | 0 – 0 referto | Juventus | Stadio Marcantonio Bentegodi (22.000 spett.)\| Arbitro: \| De Marco (Chiavari) \| |
| Arbitro:                                           | De Marco (Chiavari) |               |          |                                                                                   |

| Arbitro: | Celi (Bari) |

|                  |           |  |
| Thiago Motta 34’ | Marcatori |  |

| Arbitro: | Rocchi (Firenze) |

|  |           |                 |
|  | Marcatori | 53’ Acquafresca |

| Arbitro: | Brighi (Cesena) |

|                                             |           |                 |
| Destro 25’, 57’ D'Agostino 61’ Calaiò 90+4’ | Marcatori | 75’ Moscardelli |

| Arbitro: | Gava (Conegliano) |

|            |           |  |
| Rigoni 66’ | Marcatori |  |

| Arbitro: | Tagliavento (Terni) |

|             |           |                                    |
| Almirón 77’ | Marcatori | 44’ (rig.) Pellissier 72’ Sammarco |

| Arbitro: | Guida (Torre Annunziata) |

|                                                      |           |  |
| Thiago Silva 8’ Ibrahimović 16’, 44’ (rig.) Pato 33’ | Marcatori |  |

| Verona 4 dicembre 2011, ore 15:00 CET 14ª giornata | Chievo           | 0 – 0 referto | Atalanta | Stadio Marcantonio Bentegodi (12.000 spett.)\| Arbitro: \| Pinzani (Empoli) \| |
| Arbitro:                                           | Pinzani (Empoli) |               |          |                                                                                |

| Arbitro: | Valeri (Roma) |

|                         |           |              |
| Di Natale 67’ Basta 79’ | Marcatori | 83’ Paloschi |

| Arbitro: | Giancola (Vasto) |

|                       |           |  |
| Théréau 35’ Sardo 57’ | Marcatori |  |

| Arbitro: | Russo (Nola) |

|                              |           |  |
| Totti 33’ (rig.), 78’ (rig.) | Marcatori |  |

| Arbitro: | Rocchi (Firenze) |

|              |           |  |
| Sammarco 50’ | Marcatori |  |

| Arbitro: | Mazzoleni (Bergamo) |

|                               |           |                  |
| Esposito 30’ Di Michele 90+3’ | Marcatori | 2’, 24’ Paloschi |

#### Girone di ritorno
| Arbitro: | Orsato (Schio) |

|  |           |                             |
|  | Marcatori | 21’ Hernanes 88’, 89’ Klose |

| Arbitro: | Massa (Imperia) |

|             |           |                            |
| Mascara 79’ | Marcatori | 33’ Pellissier 78’ Théréau |

| Arbitro: | Tagliavento (Terni) |

|             |           |                                 |
| Théréau 50’ | Marcatori | 46’ Giovinco 69’ (aut.) Luciano |

| Arbitro: | Gava (Conegliano) |

|                              |           |  |
| Britos 15’ Cavani 38’ (rig.) | Marcatori |  |

| Arbitro: | Guida (Torre Annunziata) |

|  |           |             |
|  | Marcatori | 30’ Théréau |

| Arbitro: | De Marco (Chiavari) |

|                 |           |  |
| Moscardelli 78’ | Marcatori |  |

| Arbitro: | Gervasoni (Mantova) |

|               |           |           |
| De Ceglie 18’ | Marcatori | 76’ Dramé |

| Arbitro: | Mazzoleni (Bergamo) |

|  |           |                       |
|  | Marcatori | 87’ Samuel 90’ Milito |

| Arbitro: | Irrati (Pistoia) |

|                          |           |                           |
| Di Vaio 59’ Diamanti 81’ | Marcatori | 26’ Andreolli 69’ Théréau |

| Arbitro: | Mazzoleni (Bergamo) |

|           |           |            |
| Acerbi 9’ | Marcatori | 51’ Destro |

| Arbitro: | Rizzoli (Bologna) |

|            |           |                           |
| Ljajić 71’ | Marcatori | 24’ Pellissier 88’ Rigoni |

| Arbitro: | Massa (Imperia) |

|                                               |           |                                  |
| Bradley 6’ Pellissier 20’ (rig.) Paloschi 50’ | Marcatori | 32’ (aut.) Andreolli 84’ Almirón |

| Arbitro: | Valeri (Roma) |

|  |           |            |
|  | Marcatori | 8’ Muntari |

| Arbitro: | Tommasi (Bassano del Grappa) |

|             |           |  |
| Moralez 72’ | Marcatori |  |

| Verona 21 aprile 2012, ore 18:00 CEST 34ª giornata | Chievo          | 0 – 0 referto | Udinese | Stadio Marcantonio Bentegodi (8.000 spett.)\| Arbitro: \| Peruzzo (Schio) \| |
| Arbitro:                                           | Peruzzo (Schio) |               |         |                                                                              |

| Trieste 28 aprile 2012, ore 18:00 CEST 35ª giornata | Cagliari          | 0 – 0 referto | Chievo | Stadio Nereo Rocco\| Arbitro: \| Gava (Conegliano) \| |
| Arbitro:                                            | Gava (Conegliano) |               |        |                                                       |

| Verona 1º maggio 2012, ore 18:00 CEST 36ª giornata | Chievo          | 0 – 0 referto | Roma | Stadio Marcantonio Bentegodi (8.000 spett.)\| Arbitro: \| Banti (Livorno) \| |
| Arbitro:                                           | Banti (Livorno) |               |      |                                                                              |

| Arbitro: | Gervasoni (Mantova) |

|                                            |           |                                                  |
| Miccoli 10’ (rig.), 18’, 74’ Silvestre 89’ | Marcatori | 27’ (rig.), 72’ Pellissier 30’ Uribe 46’ Luciano |

| Arbitro: | Banti (Livorno) |

|           |           |  |
| Vacek 78’ | Marcatori |  |

### Coppa Italia

#### Turni eliminatori
| Arbitro: | Mazzoleni (Bergamo) |

|           |           |  |
| Cesar 12’ | Marcatori |  |

| Arbitro: | Brighi (Cesena) |

|                               |           |  |
| Uribe 33’, 45+3’ Paloschi 49’ | Marcatori |  |

#### Fase finale
| Arbitro: | Peruzzo (Vicenza) |

|               |           |                           |
| Di Natale 84’ | Marcatori | 8’ Sammarco 90+1’ Théréau |

| Arbitro: | Doveri (Roma) |

|  |           |            |
|  | Marcatori | 54’ Destro |

## Statistiche

### Statistiche di squadra
| Competizione | Punti | In casa | In casa | In casa | In casa | In casa | In casa | In trasferta | In trasferta | In trasferta | In trasferta | In trasferta | In trasferta | Totale | Totale | Totale | Totale | Totale | Totale | D.R. |
| Competizione | Punti | G       | V       | N       | P       | Gf      | Gs      | G            | V            | N            | P            | Gf           | Gs           | G      | V      | N      | P      | Gf     | Gs     | D.R. |
| ------------ | ----- | ------- | ------- | ------- | ------- | ------- | ------- | ------------ | ------------ | ------------ | ------------ | ------------ | ------------ | ------ | ------ | ------ | ------ | ------ | ------ | ---- |
| Serie A      | 49    | 19      | 8       | 6       | 5       | 16      | 15      | 19           | 4            | 7            | 8            | 19           | 30           | 38     | 12     | 13     | 13     | 35     | 45     | −10  |
| Coppa Italia | -     | 3       | 2       | 0       | 1       | 4       | 1       | 1            | 1            | 0            | 0            | 2            | 1            | 4      | 3      | 0      | 1      | 6      | 2      | 4    |
| Totale       | 49    | 22      | 10      | 6       | 6       | 20      | 16      | 20           | 5            | 7            | 8            | 21           | 31           | 42     | 15     | 13     | 14     | 41     | 47     | −6   |

### Andamento in campionato
| Giornata  | 1  | 2  | 3  | 4  | 5 | 6 | 7  | 8  | 9  | 10 | 11 | 12 | 13 | 14 | 15 | 16 | 17 | 18 | 19 | 20 | 21 | 22 | 23 | 24 | 25 | 26 | 27 | 28 | 29 | 30 | 31 | 32 | 33 | 34 | 35 | 36 | 37 | 38 |
| --------- | -- | -- | -- | -- | - | - | -- | -- | -- | -- | -- | -- | -- | -- | -- | -- | -- | -- | -- | -- | -- | -- | -- | -- | -- | -- | -- | -- | -- | -- | -- | -- | -- | -- | -- | -- | -- | -- |
| Luogo     | T  | C  | T  | C  | C | T | C  | T  | C  | T  | C  | T  | T  | C  | T  | C  | T  | C  | T  | C  | T  | C  | T  | T  | C  | T  | C  | T  | C  | T  | C  | C  | T  | C  | T  | C  | T  | C  |
| Risultato | N  | N  | P  | V  | V | N | N  | P  | P  | P  | V  | V  | P  | N  | P  | V  | P  | V  | N  | P  | V  | P  | P  | V  | V  | N  | P  | N  | N  | V  | V  | P  | P  | N  | N  | N  | N  | V  |
| Posizione | 10 | 13 | 16 | 13 | 9 | 9 | 10 | 13 | 15 | 16 | 14 | 10 | 12 | 14 | 15 | 12 | 14 | 11 | 10 | 14 | 11 | 15 | 15 | 12 | 11 | 11 | 12 | 12 | 12 | 11 | 10 | 10 | 12 | 10 | 12 | 12 | 12 | 11 |

Fonte:  Serie A – Classifiche, su sport.sky.it, Sky Sport. URL consultato il 18 settembre 2015 (archiviato dall'url originale l'11 settembre 2014).
Legenda:

Luogo: C = Casa; T = Trasferta. Risultato: V = Vittoria; N = Pareggio; P = Sconfitta.

### Statistiche dei giocatori
Sono in corsivo i calciatori che hanno lasciato la società a stagione in corso.
| Giocatore      | Serie A  | Serie A | Serie A     | Serie A    | Coppa Italia | Coppa Italia | Coppa Italia | Coppa Italia | Totale   | Totale | Totale      | Totale     |
| Giocatore      | Presenze | Reti    | Ammonizioni | Espulsioni | Presenze     | Reti         | Ammonizioni  | Espulsioni   | Presenze | Reti   | Ammonizioni | Espulsioni |
| -------------- | -------- | ------- | ----------- | ---------- | ------------ | ------------ | ------------ | ------------ | -------- | ------ | ----------- | ---------- |
| F. Acerbi      | 17       | 1       | 1           | 0          | 3            | 0            | 0            | 0            | 20       | 1      | 1           | 0          |
| M. Andreolli   | 23       | 1       | 3           | 0          | 1            | 0            | 1            | 0            | 24       | 1      | 4           | 0          |
| M. Bradley     | 35       | 1       | 4           | 0          | 1            | 0            | 0            | 0            | 36       | 1      | 4           | 0          |
| M. Burato      | -        | -       | -           | -          | 0            | 0            | 0            | 0            | 0        | 0      | 0           | 0          |
| B. Cesar       | 29       | 0       | 8           | 0          | 2            | 1            | 1            | 0            | 31       | 1      | 9           | 0          |
| J. Coletta     | -        | -       | -           | -          | -            | -            | -            | -            | -        | -      | -           | -          |
| R. Cruzado     | 20       | 0       | 1           | 0          | 2            | 0            | 1            | 0            | 22       | 0      | 2           | 0          |
| D. Dainelli    | 6        | 0       | 3           | 0          | -            | -            | -            | -            | 6        | 0      | 3           | 0          |
| A. De Falco    | -        | -       | -           | -          | 1            | 0            | 0            | 0            | 1        | 0      | 0           | 0          |
| M. De Paula    | -        | -       | -           | -          | -            | -            | -            | -            | -        | -      | -           | -          |
| N. Djengoue    | -        | -       | -           | -          | 1            | 0            | 0            | 0            | 1        | 0      | 0           | 0          |
| B. Dramé       | 18       | 1       | 6           | 0          | 3            | 0            | 1            | 0            | 21       | 1      | 7           | 0          |
| M. Facchinetti | -        | -       | -           | -          | -            | -            | -            | -            | -        | -      | -           | -          |
| I. Fatić       | -        | -       | -           | -          | 1            | 0            | 0            | 0            | 1        | 0      | 0           | 0          |
| N. Frey        | 27       | 0       | 3           | 0          | 2            | 0            | 0            | 0            | 29       | 0      | 3           | 0          |
| M. Gallozzi    | 0        | 0       | 0           | 0          | 1            | 0            | 0            | 0            | 1        | 0      | 0           | 0          |
| F. Grandolfo   | 2        | 0       | 0           | 0          | 0            | 0            | 0            | 0            | 2        | 0      | 0           | 0          |
| S. Grippo      | -        | -       | -           | -          | 0            | 0            | 0            | 0            | 0        | 0      | 0           | 0          |
| N. Gulan       | 1        | 0       | 0           | 0          | -            | -            | -            | -            | 1        | 0      | 0           | 0          |
| P. Hetemaj     | 32       | 0       | 7           | 0          | 3            | 0            | 1            | 0            | 35       | 0      | 8           | 0          |
| B. Jokić       | 20       | 0       | 3           | 0          | 1            | 0            | 0            | 0            | 21       | 0      | 3           | 0          |
| R. Kirilov     | -        | -       | -           | -          | 2            | 0            | 0            | 0            | 2        | 0      | 0           | 0          |
| Luciano        | 25       | 1       | 5           | 0          | -            | -            | -            | -            | 25       | 1      | 5           | 0          |
| F. Maccarone   | -        | -       | -           | -          | -            | -            | -            | -            | -        | -      | -           | -          |
| D. Mandelli    | 7        | 0       | 3           | 0          | 2            | 0            | 0            | 0            | 9        | 0      | 3           | 0          |
| S. Morero      | 9        | 0       | 3           | 0          | 2            | 0            | 0            | 0            | 11       | 0      | 3           | 0          |
| D. Moscardelli | 25       | 4       | 2           | 0          | 4            | 0            | 1            | 0            | 29       | 4      | 3           | 0          |
| A. Paloschi    | 32       | 5       | 1           | 0          | 4            | 1            | 0            | 0            | 36       | 6      | 1           | 0          |
| S. Pellissier  | 35       | 8       | 5           | 0          | 1            | 0            | 0            | 0            | 36       | 8      | 5           | 0          |
| C. Puggioni    | 1        | 0       | 0           | 0          | 3            | -2           | 0            | 0            | 4        | -2     | 0           | 0          |
| L. Rigoni      | 25       | 2       | 6           | 0          | 2            | 0            | 0            | 0            | 27       | 2      | 6           | 0          |
| P. Sammarco    | 28       | 2       | 5           | 0          | 2            | 1            | 0            | 0            | 30       | 3      | 5           | 0          |
| G. Sardo       | 21       | 1       | 7           | 1          | 2            | 0            | 1            | 0            | 23       | 1      | 8           | 1          |
| M. Solini      | -        | -       | -           | -          | 0            | 0            | 0            | 0            | 0        | 0      | 0           | 0          |
| S. Sorrentino  | 37       | -45     | 2           | 0          | -            | -            | -            | -            | 37       | -45    | 2           | 0          |
| L. Squizzi     | 0        | 0       | 0           | 0          | 1            | 0            | 0            | 0            | 1        | 0      | 0           | 0          |
| C. Théréau     | 32       | 6       | 4           | 0          | 2            | 1            | 0            | 0            | 34       | 7      | 4           | 0          |
| F. Uribe       | 5        | 1       | 1           | 0          | 2            | 2            | 0            | 0            | 7        | 3      | 1           | 0          |
| K. Vacek       | 20       | 1       | 2           | 0          | 3            | 0            | 1            | 0            | 23       | 1      | 3           | 0          |